# 1939 в авіації

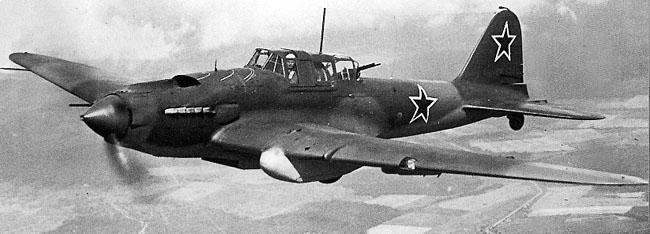
Перший політ прототипа штурмовика Іл-2, наймасовішого літака часів німецько-радянської війни

Основна стаття: Авіація.
1939 рік в авіації.

## Події
- 1 червня — спущено на воду японський важкий авіаносець Сьокаку (яп. 翔鶴) часів Другої світової війни, належав до типу «Сьокаку».
- 25 жовтня — в Німеччині відкрито аеропорт «München-Riem»[Вин. 1].
- 30 листопада — радянська авіація вперше здійснила бомбардування Гельсінкі.
- 25 листопада — засновано Євпаторійський авіаційний ремонтний завод.
- 8 грудня  — засновано дослідне конструкторське бюро Артема Мікояна, надалі компанія МіГ.

### Перший політ
- 1 квітня — Mitsubishi A6M Zero («A» — винищувач; «6» — модель; «M» — Mitsubishi) — японський легкий палубний винищувач часів Другої світової війни. Випускався з 1940 до 1945, всього побудовано 11 тис. одиниць.
- 1 червня — Focke-Wulf Fw 190, німецький одномісний одномоторний поршневий винищувач-моноплан, створений Куртом Танком в компанії Focke-Wulf. Стояв на озброєнні Люфтваффе під час Другої світової війни, один з найкращих винищувачів свого часу. Всього було виготовлено 19 999 літаків, з них 13 365 машин у варіанті винищувача і нічного винищувача і 6634 машин у варіанті винищувача-бомбардувальника.
- 20 червня — Heinkel He-176, перший у світі реактивний літак, обладнаний рідинним ракетним двигуном, пілотував Еріх Варзіц (нім. Erich Warsitz).
- 27 серпня — Heinkel He 178, перший в світі літак з турбореактивним двигуном, пілотував Еріх Варзіц (нім. Erich Warsitz).
- 14 вересня — Vought-Sikorsky VS-300, першого дослідного вертоліта конструктора Ігоря Сікорського. Політ здійснювався на прив'язі в кількох метрах від землі
- 2 жовтня — прототип Іл-2, радянський штурмовик часів німецько-радянської війни, створений під керівництвом Сергія Володимировича Іллюшина. Наймасовіший літак 1940-х років, було випущено понад 36 тис. штук.
- 19 листопада — Heinkel He 177 Greif, німецький важкий бомбардувальник, двомоторний суцільнометалевий моноплан.
- 30 грудня — І-190, радянський винищувач-біплан конструкції Миколи Полікарпова, глибока модифікація біплана І-153, що вже вироблявся серійно.

### Авіаційні рекорди
- 30 березня — Ганс Дітерлє (нім. Hans Dieterle) на Heinkel He 100 (маскувався під He 112U) встановлює новий рекорд швидкості польоту для літаків з поршневими двигунами з 746 км/год (464 миль/год).
- 26 квітня — Messerschmitt Me 209 V1 (реєстраційний № D-INJR), пілотований льотчиком-випробувачем Фріцем Венделем (нім. Friedrich (Fritz) Wendel), встановив новий абсолютний рекорд швидкості для літаків з поршневими двигунами, показавши середню швидкість на маршруті 755,136 км/год (469,22 миль/год). Літак був спеціально створений у Німеччині для встановлення цього рекорду. Рекорд було побито у 1969 Даррілом Грінаміером (англ. Darryl Greenamyer) на літаку Grumman F8F Bearcat.

### Прийнято на озброєння
Без точної дати
- І-153 «Чайка», радянський винищувач-біплан конструкції М. М. Полікарпова.
- Arado Ar 96, німецький тренувальний літак, виробництва компанії «Arado Flugzeugwerke».

## Персоналії

### Народилися
- 9 вересня — Молчанов Валерій Михайлович, радянський льотчик-вупробувач (загинув 3 червня 1973 під час виконання демонстраційного польоту Ту-144 на авіасалоні в Ле Бурже).

### Померли
- 9 травня — Мері Гіт, ірландська льотчиця. Першою отримала ліцензію на комерційний політ у Великій Британії, встановила рекорди висоти на невеликому літаку та на гідроплані Shorts; перша жінка, яка стрибнула з парашутом з літака.
- 11 травня — Осипенко Поліна Денисівна, радянська льотчиця, учасниця рекордних перельотів, одна з перших жінок Герой Радянського Союзу. Загинула, разом з начальником головної льотної інспекції ВПС РСЧА А. К. Сєровим, в авіаційній катастрофі, відпрацьовуючи польоти «наосліп» під час навчально-тренувальних зборів.
- 16 вересня — Грицевець Сергій Іванович (біл. Грыцавец Сяргей Іванавіч), радянський пілот-винищувач, двічі Герой Радянського Союзу, брав участь у локальних конфліктах. На його рахунку за достовірними даними 18[1] збитих літаки.
- 6 жовтня — Giulio Gavotti, італійський інженер та авіатор.
- 23 грудня  — Антон Фоккер, голландський піонер авіації та авіаконструктор, розробник таких винищувачів, як біплан Fokker D.VII, триплан Fokker Dr.I та інші.

## Галерея

Іл-2 (двомісний)
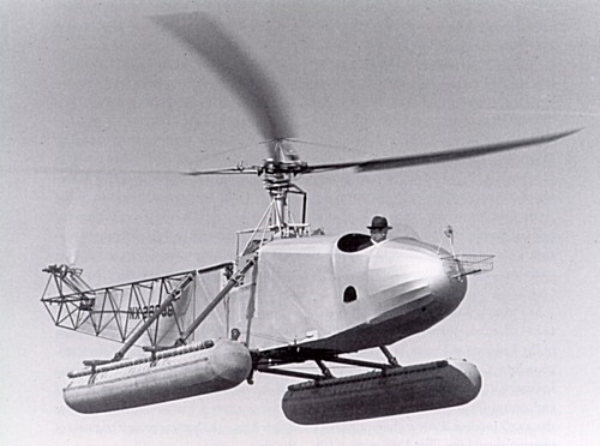
VS-300 Сікорського
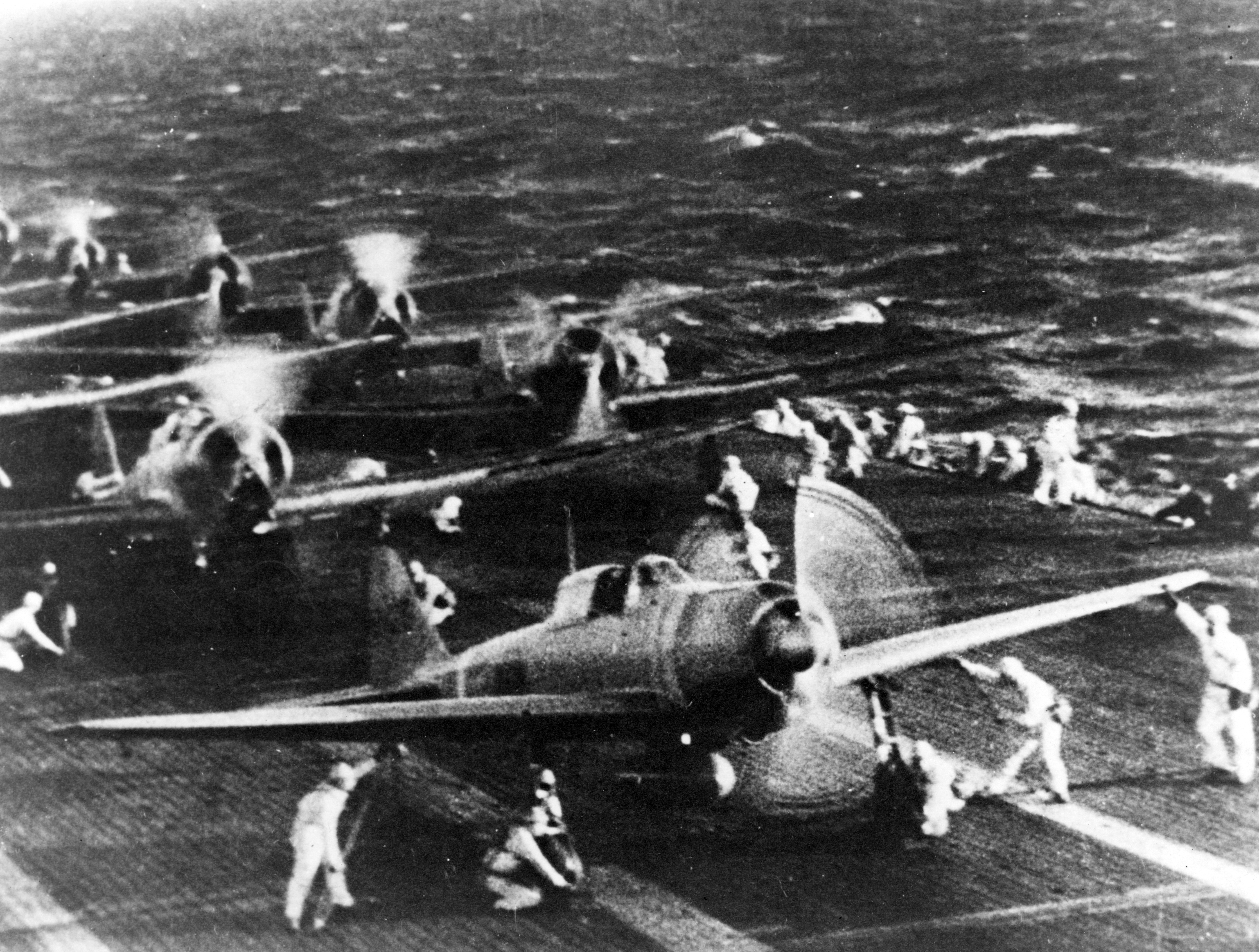
A6M2 «Зеро» модель 21 на палубі «Сьокаку» перед нападом на Перл-Гарбор
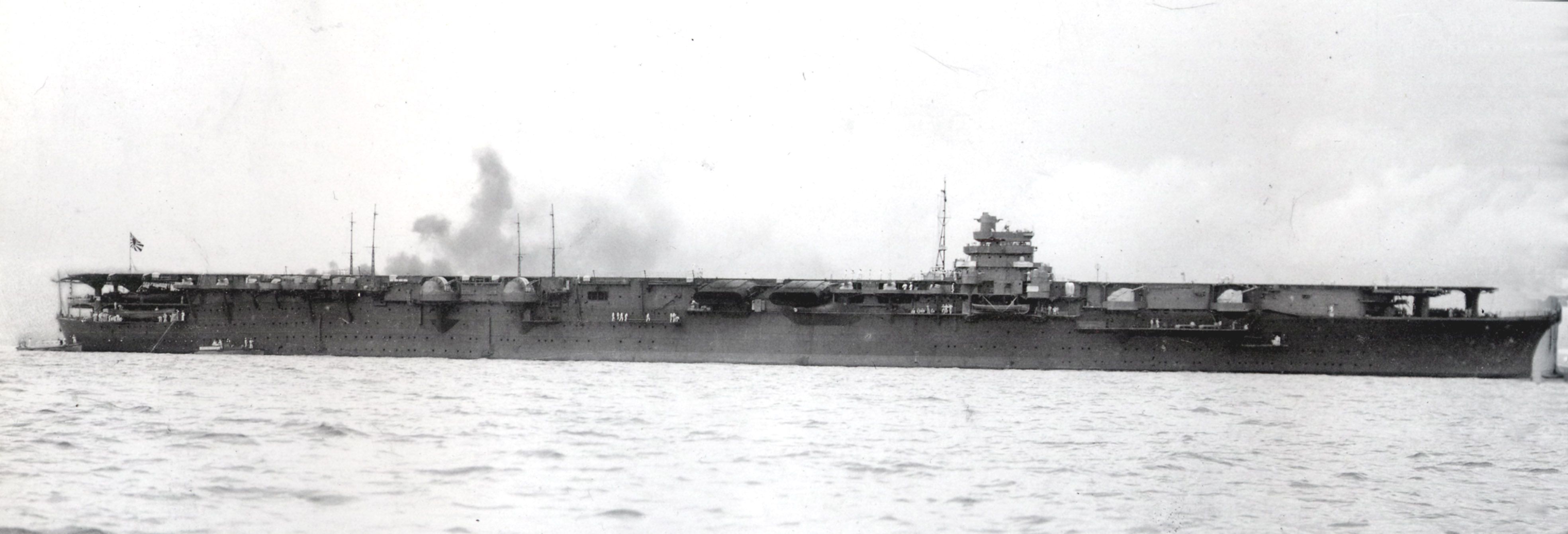
Авіаносець Сьокаку
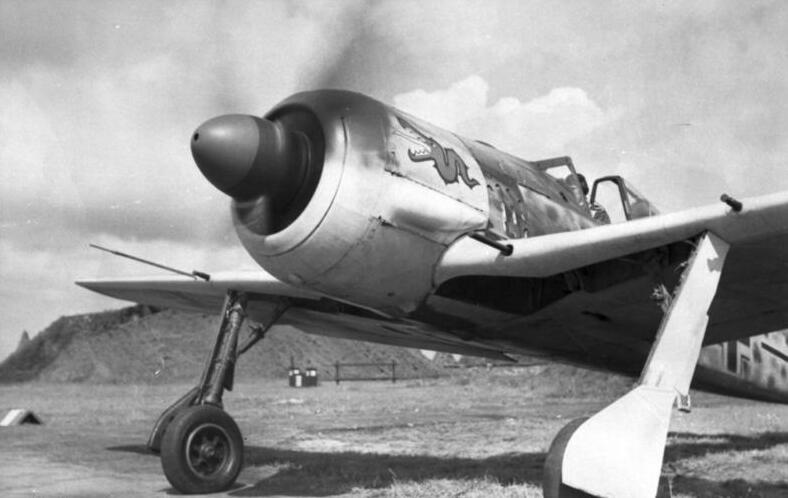
Fw 190 A-3 з зображенням міфічної тварини Татцельвурм[pl]
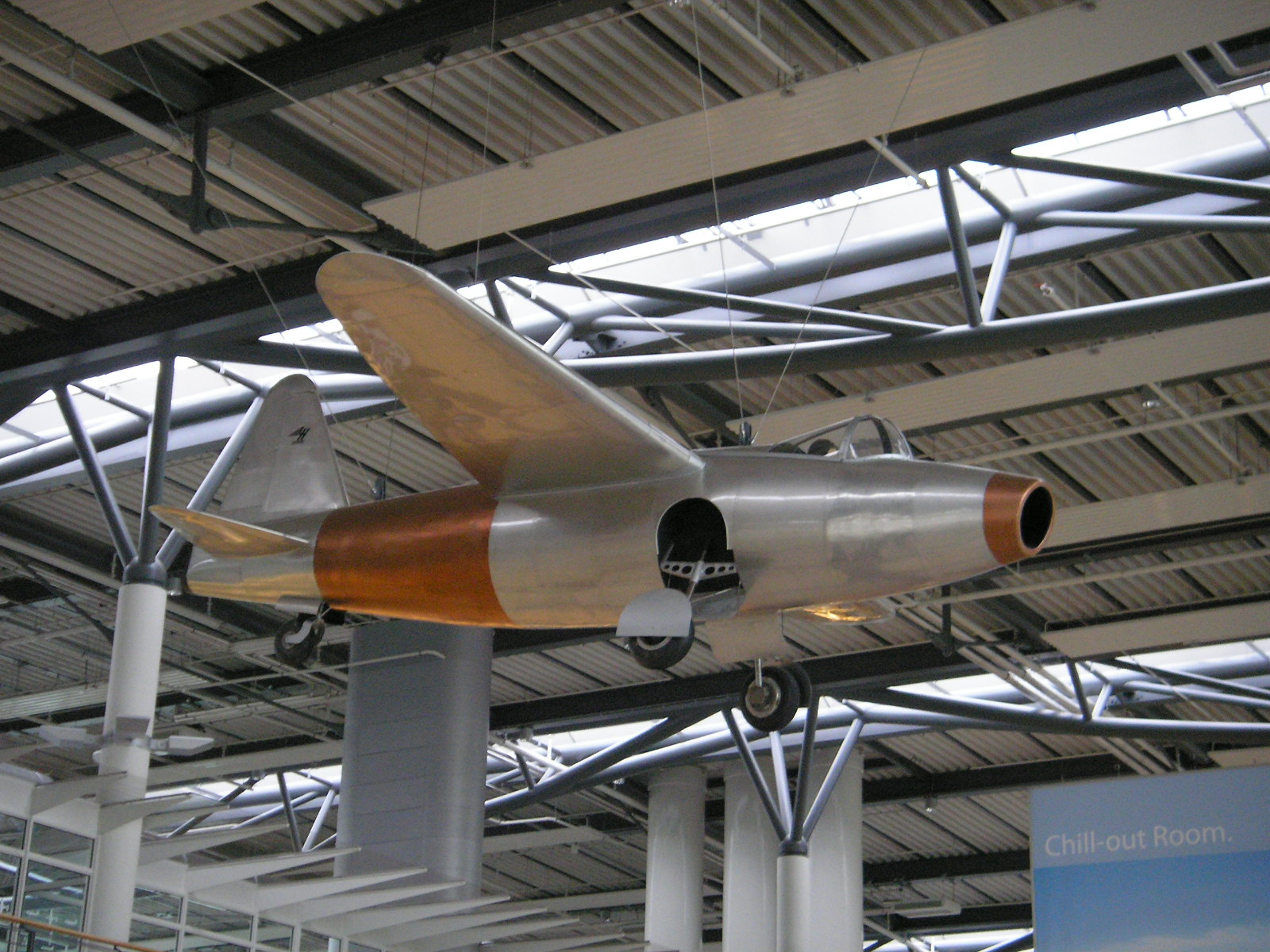
Репліка He 178 в залі прильоту аеропорту Ростока
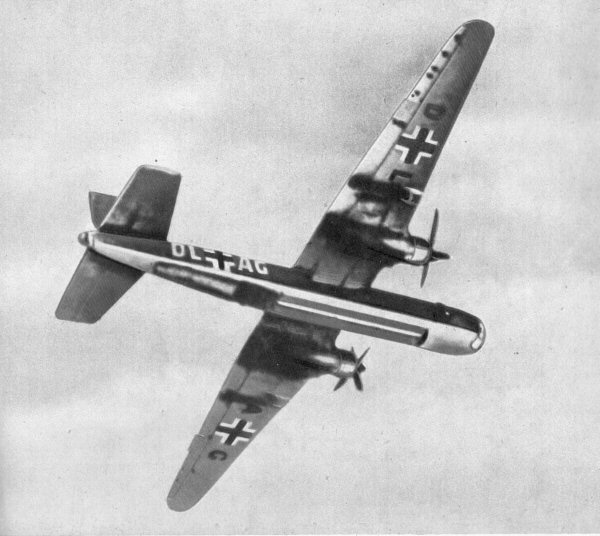
Heinkel He177
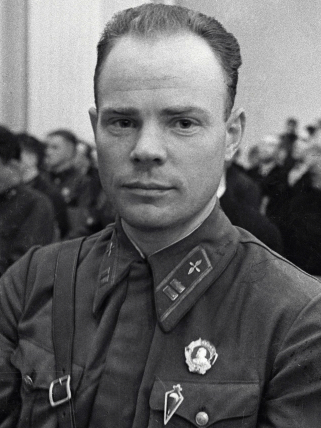
С.І. Грицевець
Меморіальна дошка В.М. Молчанова
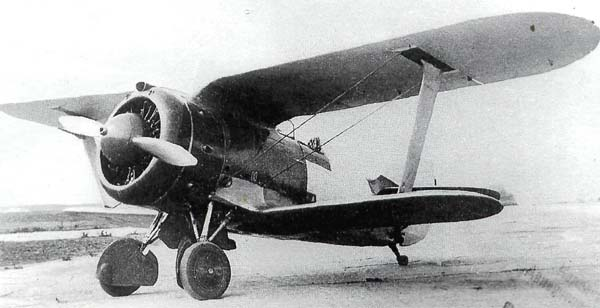
винищувач І-153
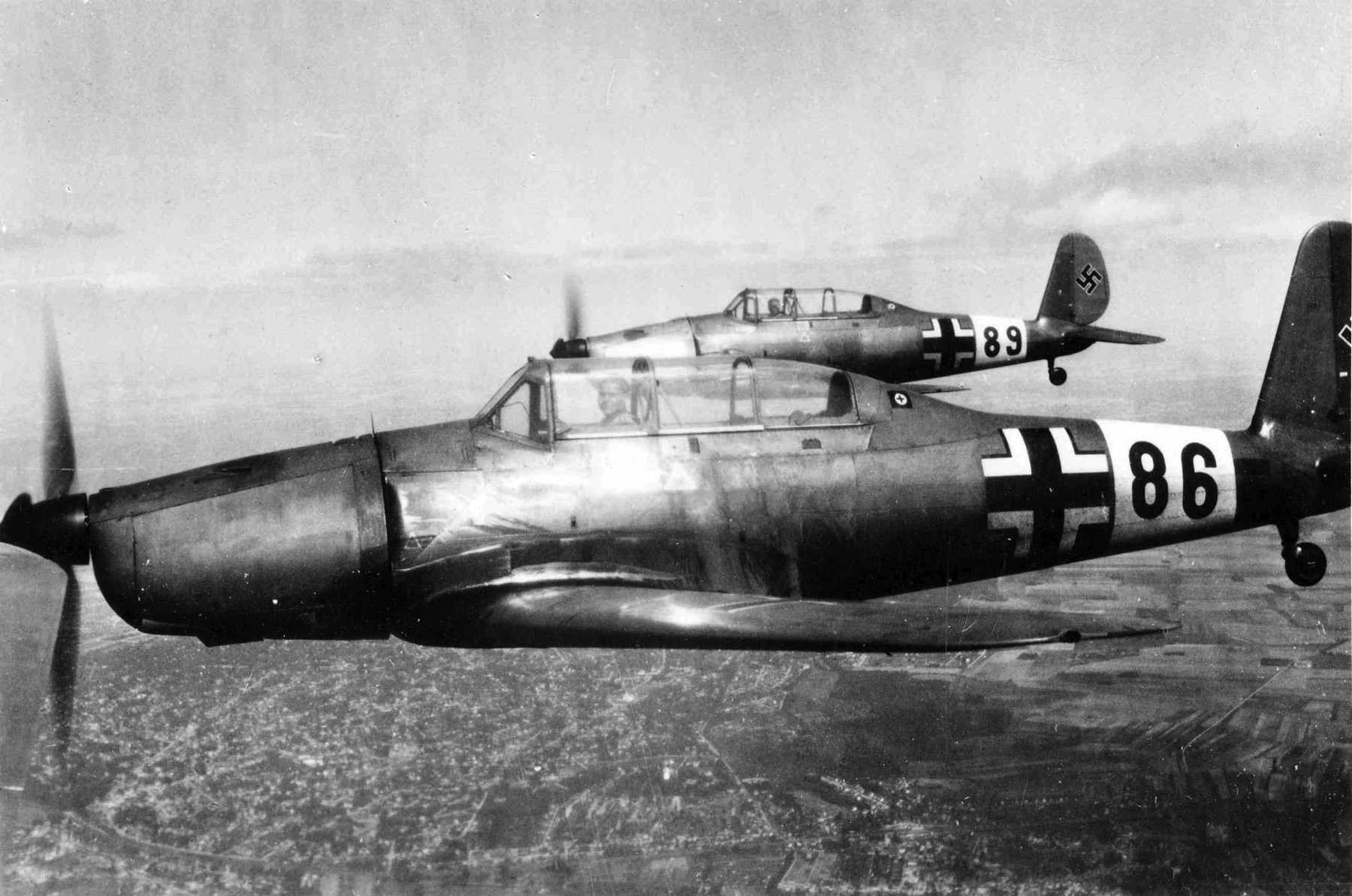
Arado Ar 96
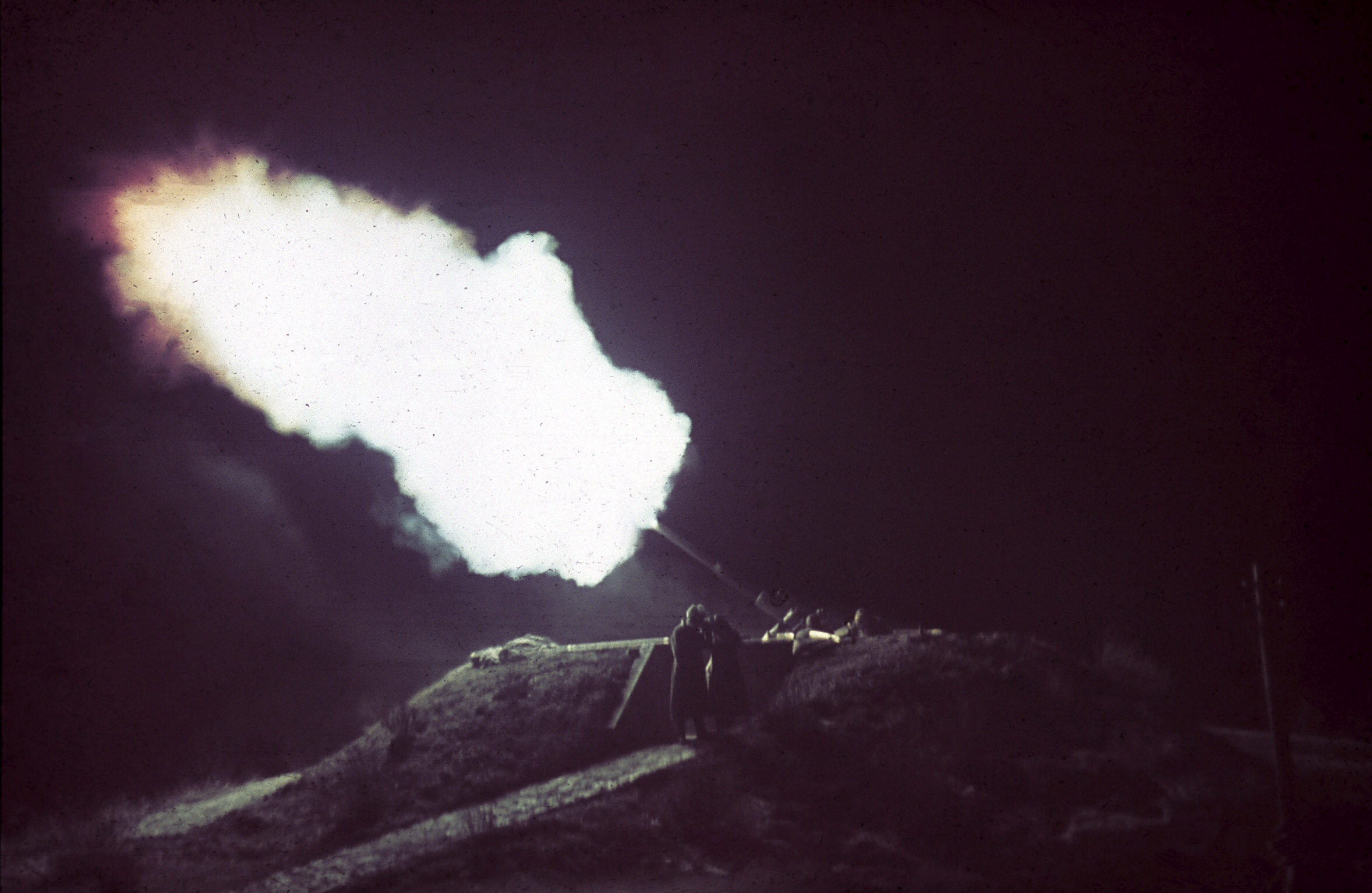
Зенітна гармата «Бофорс». Гельсінкі, район Таїваскаліо, листопад 1942
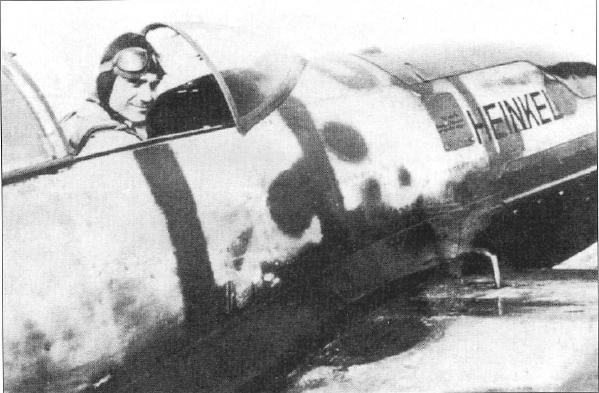
Ганс Дітерлє в кабіні рекордного He 100V8 після польоту 30 березня 1939

### Виноски
1. ↑  6 лютого 1958 тут сталася катастрофа з літаком, що перевозив гравців та членів тренерського штабу «Манчестер Юнайтед», а також журналістів та вболівальників